# Peter Honess
Peter Honess, född 8 augusti 1946 i Eastbourne i Sussex (East Sussex), är en brittisk filmklippare, som genom årens lopp har arbetat och klippt ihop en rad med många välkända filmer. Bland de filmer som han har klippt ihop märks L.A. konfidentiellt (L.A. Confidential) från 1997, Harry Potter och Hemligheternas kammare (Harry Potter and the Chamber of Secrets) från 2002, Troja (Troy) från 2004, och Guldkompassen (The Golden Compass) från 2007. Han är känd för sin förmåga att balansera komplexa berättelser och bygga upp spänning, särskilt i filmer med många karaktärer och parallella händelseförlopp. Hans stil beskrivs ofta som elegant och effektiv, med ett starkt fokus på att driva berättelsen framåt utan att det känns forcerat.
Peter Honess har gjort sig känd som en stilsäker och uttrycksfull filmklippare, med djup respekt för berättelsetakt, regi och skådespelarens framträdande. Från analoga teknikens unga dagar till dagens digitala arbetsflöden, har han navigerat teknologiska skiften med anmärkningsvärt hantverk, vilket bekräftas av hans prestigefyllda utmärkelser och erkännande inom branschen.

## Filmografi (i urval)
| År   | Titel                                   | Regissör            | Noter |
| ---- | --------------------------------------- | ------------------- | --- |
| 1974 | Det lever                               | Larry Cohen         | |
| 1980 | Krigshundarna                           | John Irvin          | Assisterande klippare |
| 1981 | Ragtime                                 | Miloš Forman        | Assisterande klippare |
| 1983 | Blodshunger                             | Tony Scott          | |
| 1984 | Segraren                                | John Irvin          | |
| 1984 | Electric Dreams                         | Steve Barron        | |
| 1985 | Till varje pris                         | Fred Schepisi       | |
| 1986 | Highlander                              | Russell Mulcahy     | |
| 1987 | De sju makterna                         | John Schlesinger    | |
| 1988 | Madame Sousatzka                        | John Schlesinger    | |
| 1989 | Dirty Fighting                          | John Irvin          | |
| 1990 | Ryska huset                             | Fred Schepisi       | |
| 1991 | Ricochet                                | Russell Mulcahy     | |
| 1992 | En buffel i tehuset                     | Fred Schepisi       | |
| 1993 | McCoy                                   | Russell Mulcahy     | |
| 1993 | Ett oväntat besök                       | Fred Schepisi       | |
| 1994 | The Shadow                              | Russell Mulcahy     | Samklippt med Beth Jochem Besterveld |
| 1995 | Rob Roy                                 | Michael Caton-Jones | |
| 1996 | Öga för öga                             | John Schlesinger    | |
| 1997 | L.A. konfidentiellt                     | Curtis Hanson       | BAFTA Award för bästa klippning Nominerad — Oscar för bästa klippning Nominerad — ACE Eddie för bästa redigerade spelfilm Nominerad — Satellite Award för bästa klippning |
| 1998 | Kod Mercury                             | Harold Becker       | |
| 2000 | Det näst bästa                          | John Schlesinger    | |
| 2000 | The Kid                                 | Jon Turteltaub      | Samklippt med David Rennie |
| 2001 | The Fast and the Furious                | Rob Cohen           | |
| 2001 | Domestic Disturbance                    | Harold Becker       | |
| 2002 | Harry Potter och Hemligheternas kammare | Chris Columbus      | |
| 2004 | Troja                                   | Wolfgang Petersen   | |
| 2005 | Æon Flux                                | Karyn Kusama        | Samklippt med Plummy Tucker |
| 2006 | Poseidon                                | Wolfgang Petersen   | |
| 2007 | Guldkompassen                           | Chris Weitz         | Samklippt med Anne V. Coates och Kevin Tent |
| 2009 | I Love You, Beth Cooper                 | Chris Columbus      | |
| 2010 | Percy Jackson och kampen om åskviggen   | Chris Columbus      | |
| 2013 | Words and Pictures                      | Fred Schepisi       | |
| 2013 | Romeo & Juliet                          | Carlo Carlei        | |